# Ambasadorowie Stanów Zjednoczonych w Królestwie Prus
Niemców, a zwłaszcza Prusaków ze Stanami Zjednoczonymi łączyły dawne stosunki kolonialne. W latach 1749–1754 około 37 000 Niemców (zwłaszcza z Niemiec Północnych, w tym Prus) przybyło do Ameryki Północnej, by się tam osiedlić. W stosunkach z młodym krajem prym wiodły Prusy. Latem 1785 roku Fryderyk Wielki podpisał traktat handlowy z USA. Nie miał on wielkiego znaczenia ekonomicznego, lecz wyrwał USA z izolacji.
Pierwszym stałym wysłannikiem dyplomatycznym USA do Prus był John Quincy Adams, lecz już w czasie wojny z Brytyjczykami dyplomaci amerykańscy tacy, jak Arthur Lee szukali w Berlinie pomocy przeciw Brytyjczykom.

## Amerykańscy ambasadorzy, ministrowie pełnomocni i posłowie w Królestwie Prus
- 1777 Arthur Lee
- 1777–1778 William Carmichael
- 1797–1801 John Quincy Adams
- 1835–1846 Henry Wheaton
- 1846–1848 Andrew Jackson Donelson
- 1849–1850 Edward Allen Hannegan
- 1850–1853 Daniel Dewey Barnard
- 1853–1857 Peter Dumont Vroom
- 1857–1861 Joseph Albert Wright
- 1861–1865 Norman Buel Judd
- 1865–1867 Joseph Albert Wright (II raz)
- 1867–1874 George Bancroft (od 1871 roku poseł USA w Cesarstwie Niemiec)